# Jacob Olie
Jacob Olie (19. října 1834, Amsterdam – 25. dubna 1905, Amsterdam) byl nizozemský fotograf aktivní v Amsterdamu známý svými scénami každodenního života.

## Životopis
Olie se narodil v Amsterdamu a vyučil se jako tesař a kreslíř. Stal se učitelem na místní škole pro řemeslníky známé jako Ambachtsschool a přeměnil ji na vůbec první odbornou školu pro chlapce v Nizozemsku. Fotografii se začal věnovat jako koníček. Dnes je známý svými neobvykle ostrými zobrazeními různých částí Amsterdamu, které již neexistují. Jeho syn se stejným jménem se stal také fotografem.

## Galerie

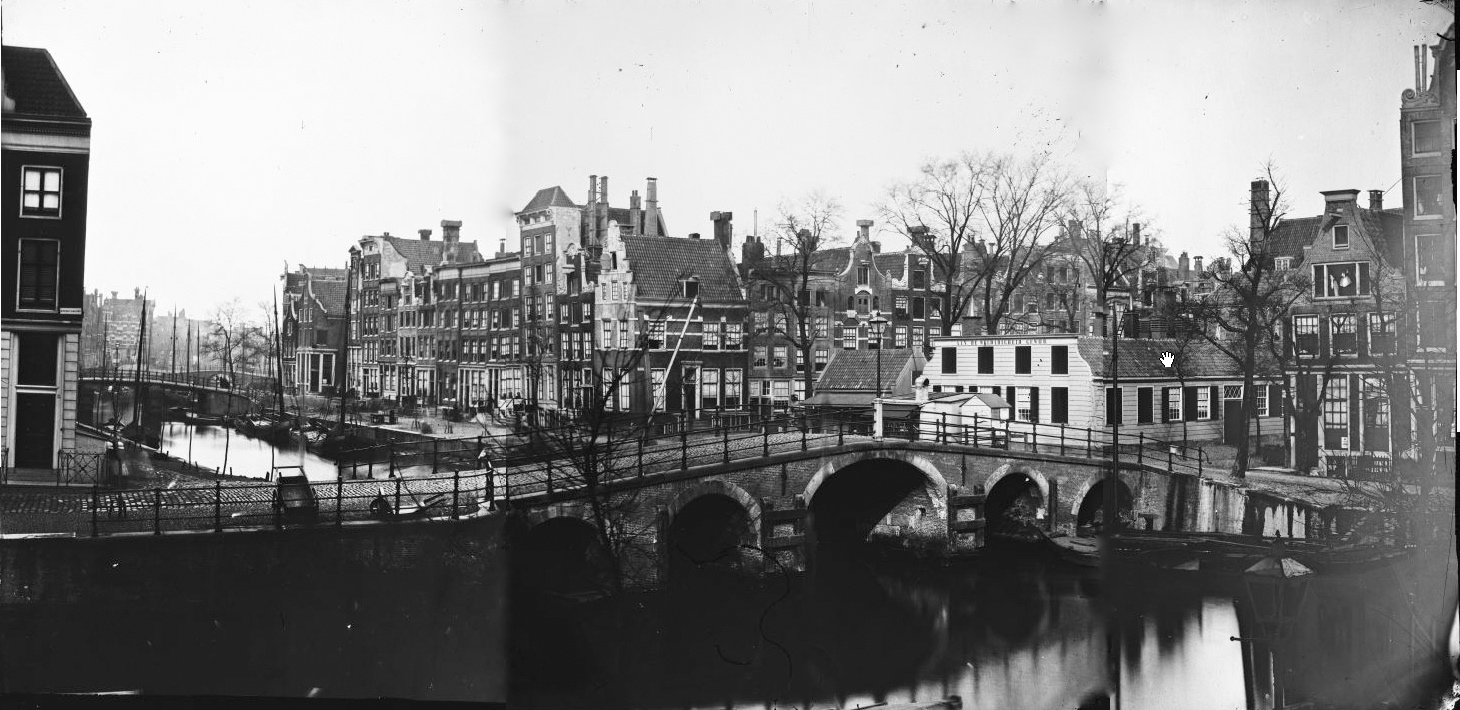
Kruising Herengracht / Brouwersgracht; 1862
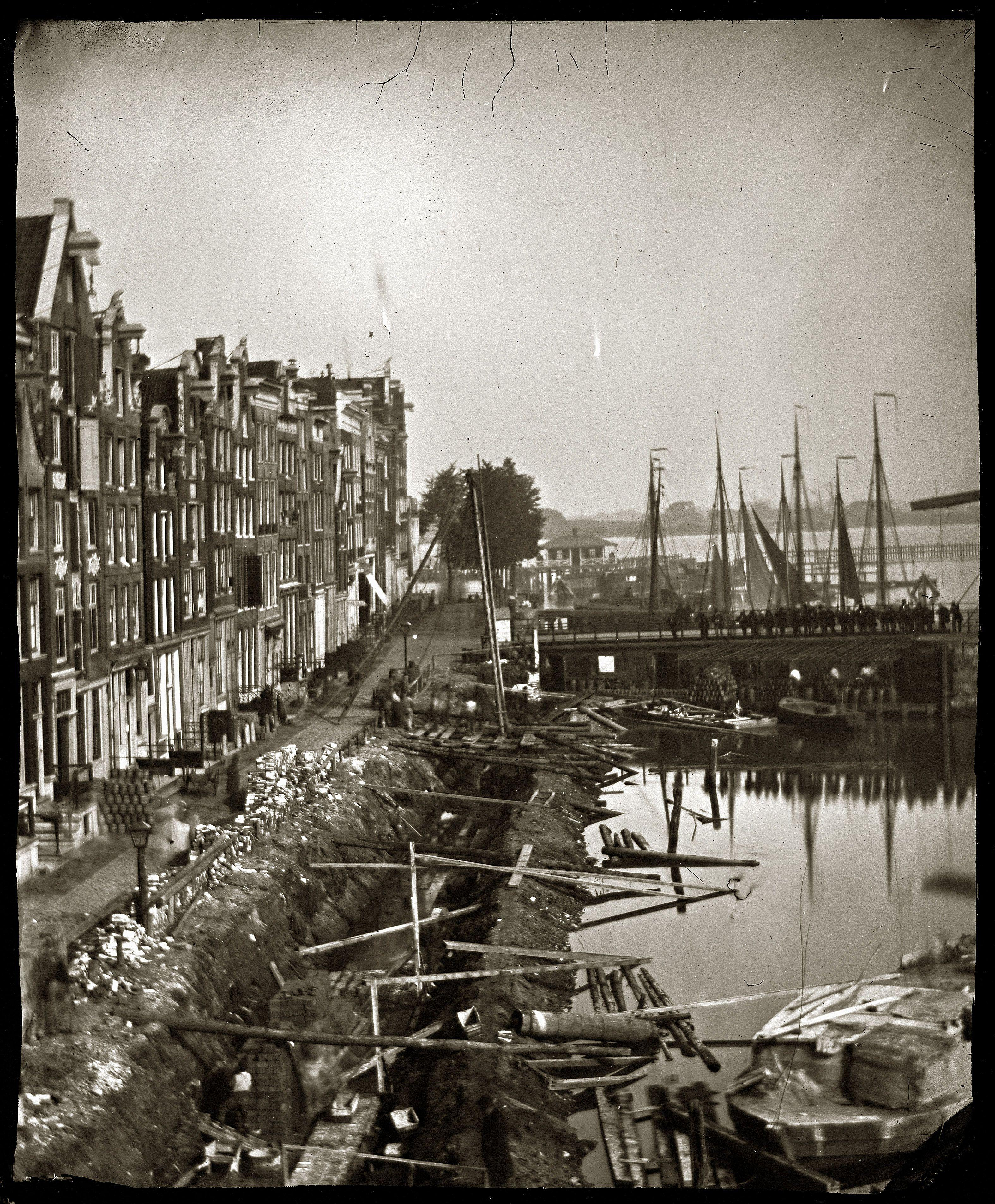
Gezien in noordelijke richting naar Prins Hendrikkade 99 t/m 107 en Oosterdok tijdens werkzaamheden aan de kademuur van de Waalseilandsgracht; 1863
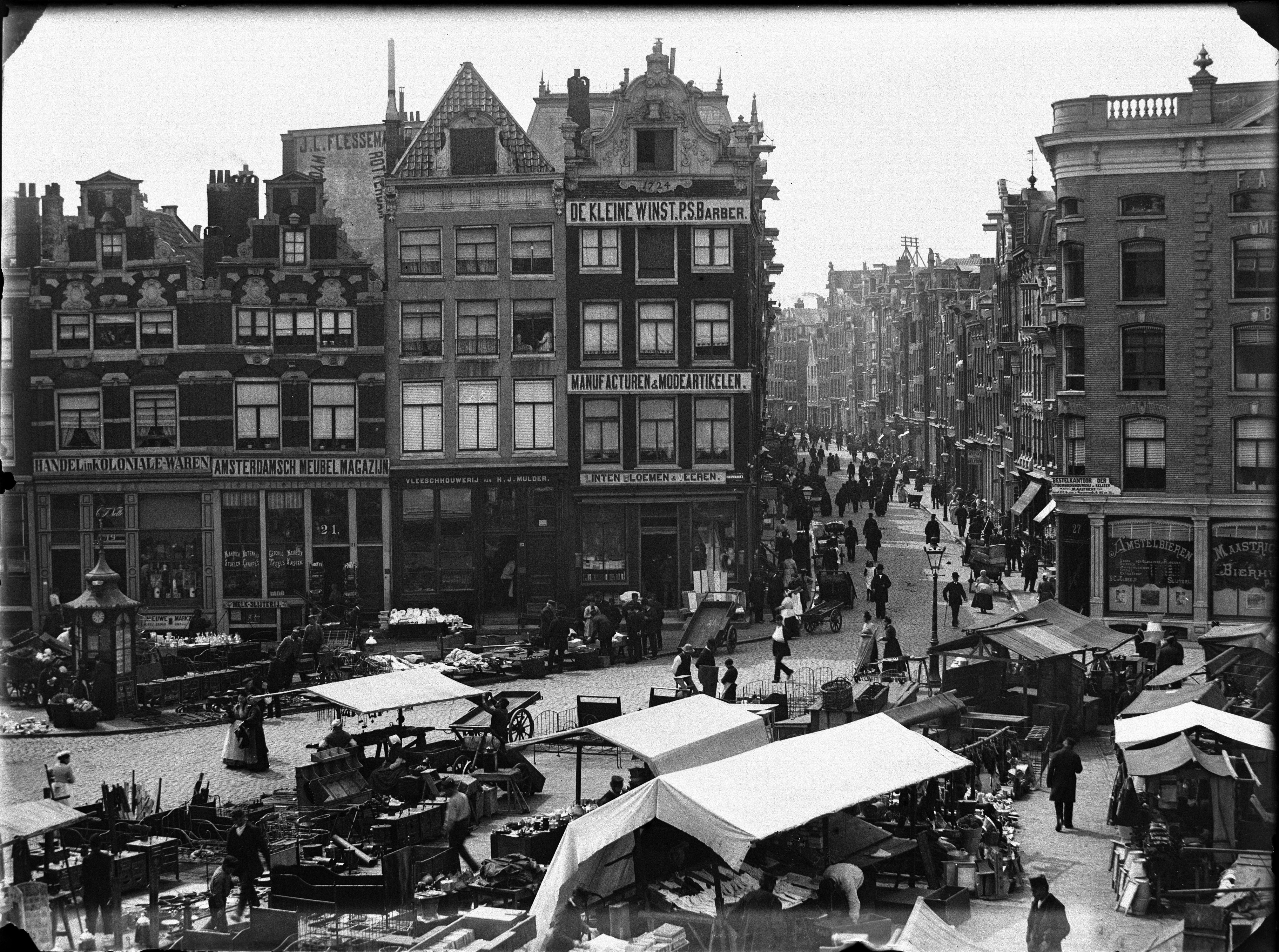
Nieuwmarkt 19–27 (v.l.n.r.). Gezien vanaf de Waag. Rechts: ingang Sint Antoniesbreestraat; 1890
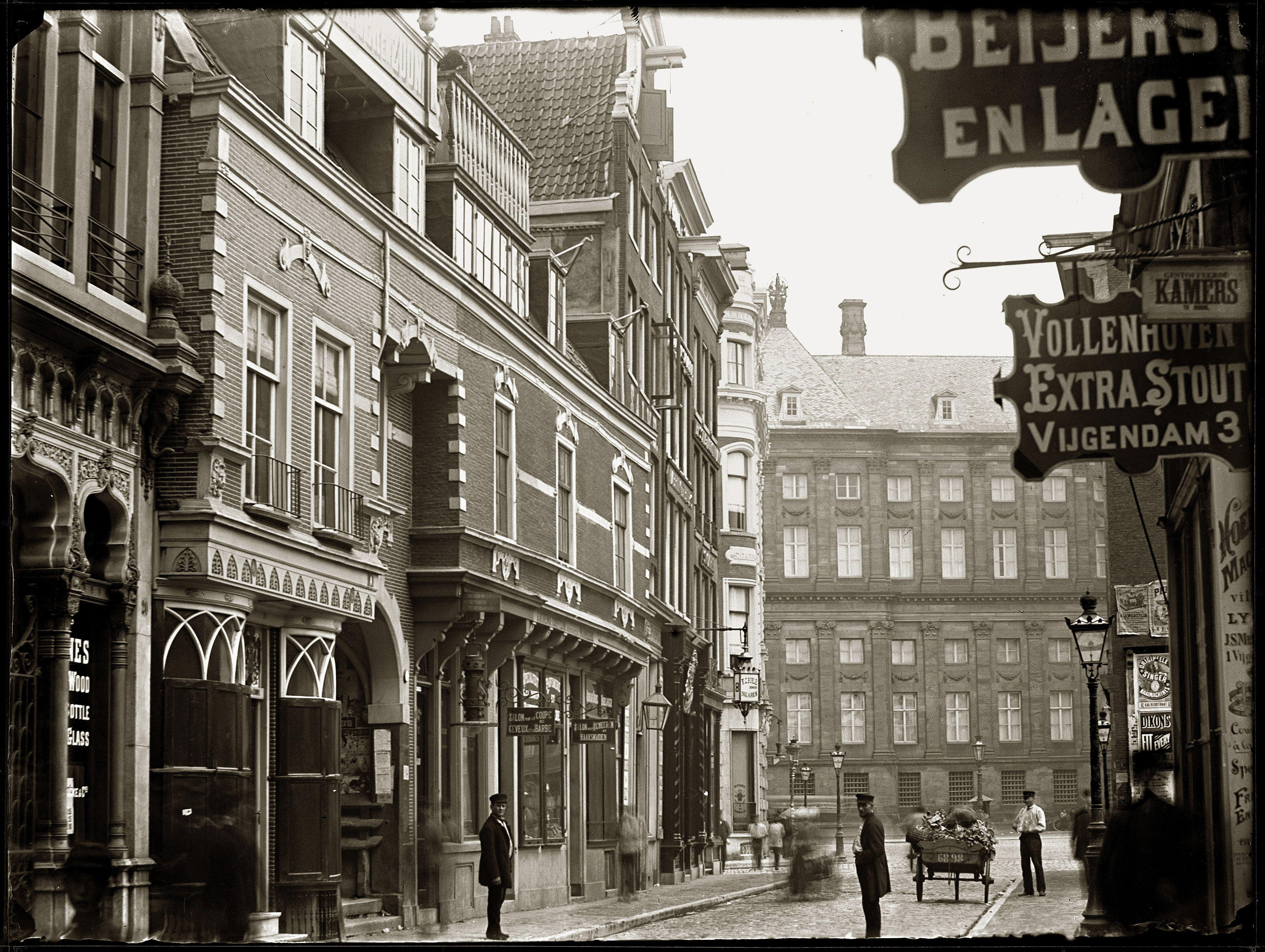
Vijgendam; 1890
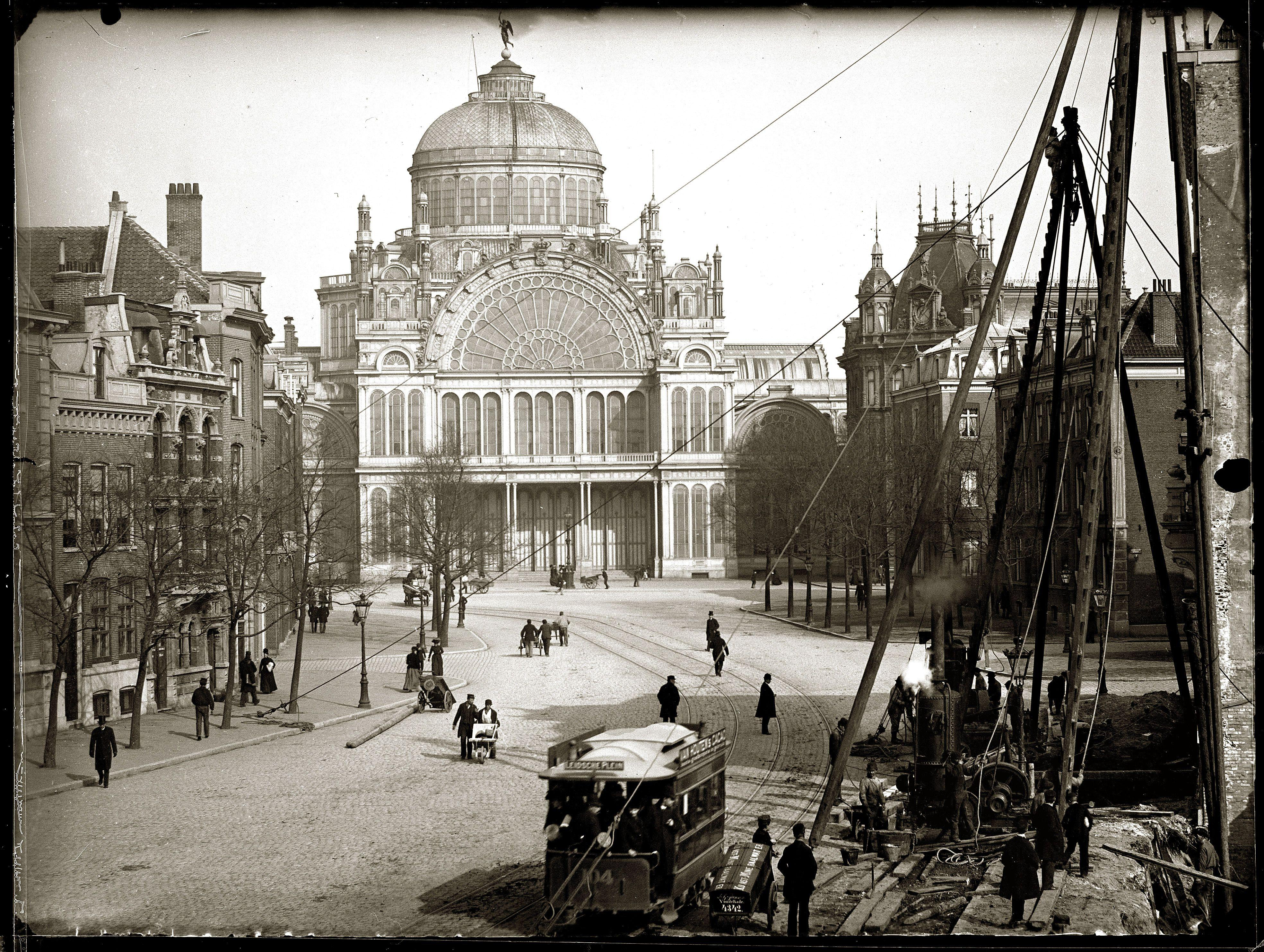
Weteringschans 263 t/m 275 (links, v.l.n.r.) (voorheen 259 t/m 267) Gezien vanaf balkon Weteringschans 116 naar Paleis voor Volksvlijt, Frederiksplein en Westeinde. Uiterst rechts: ingang Huidekoperstraat. Voorgrond: heistellingen voor de bouw van Weteringschans 120–122–124; 1892
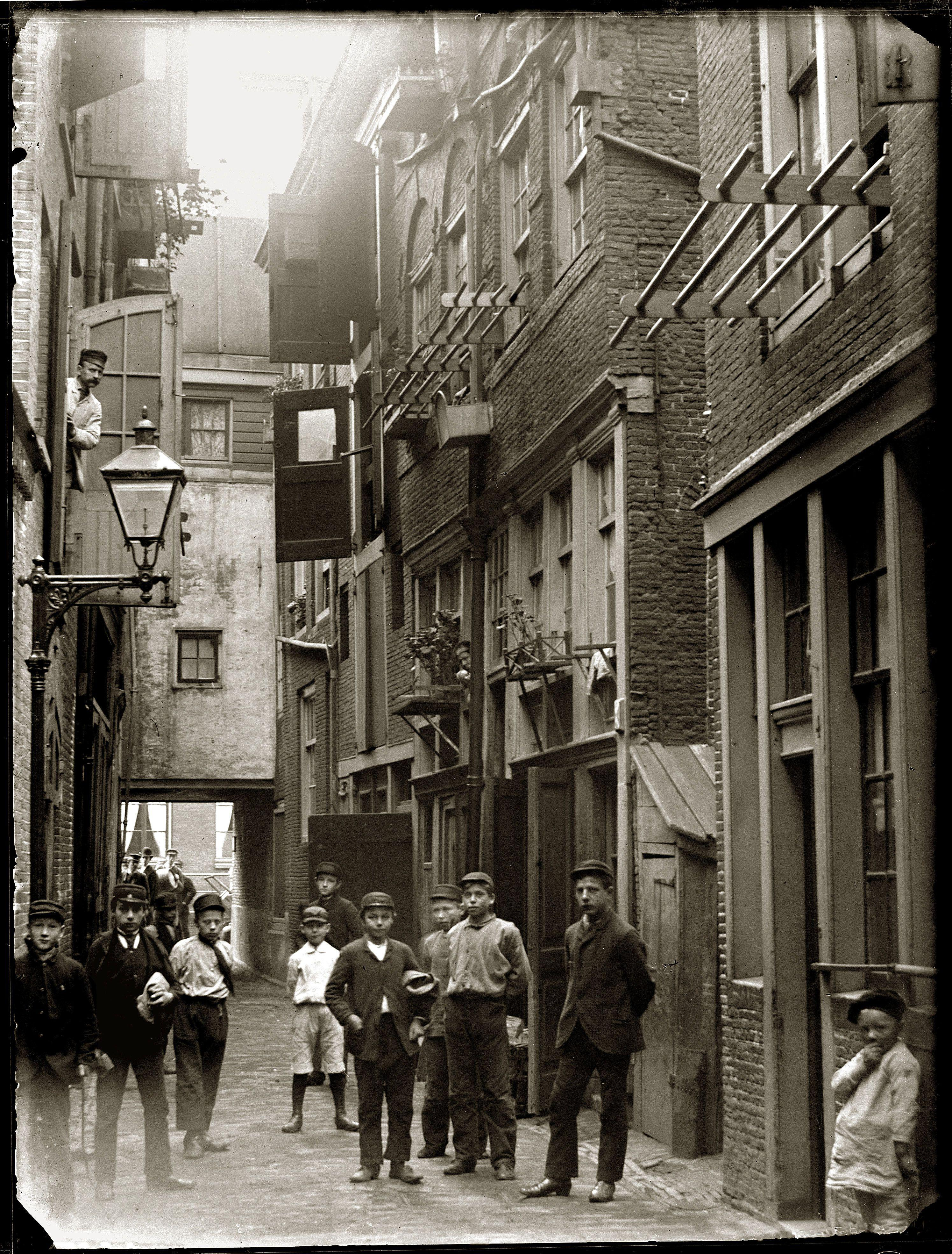
Gebed zonder End; 1892
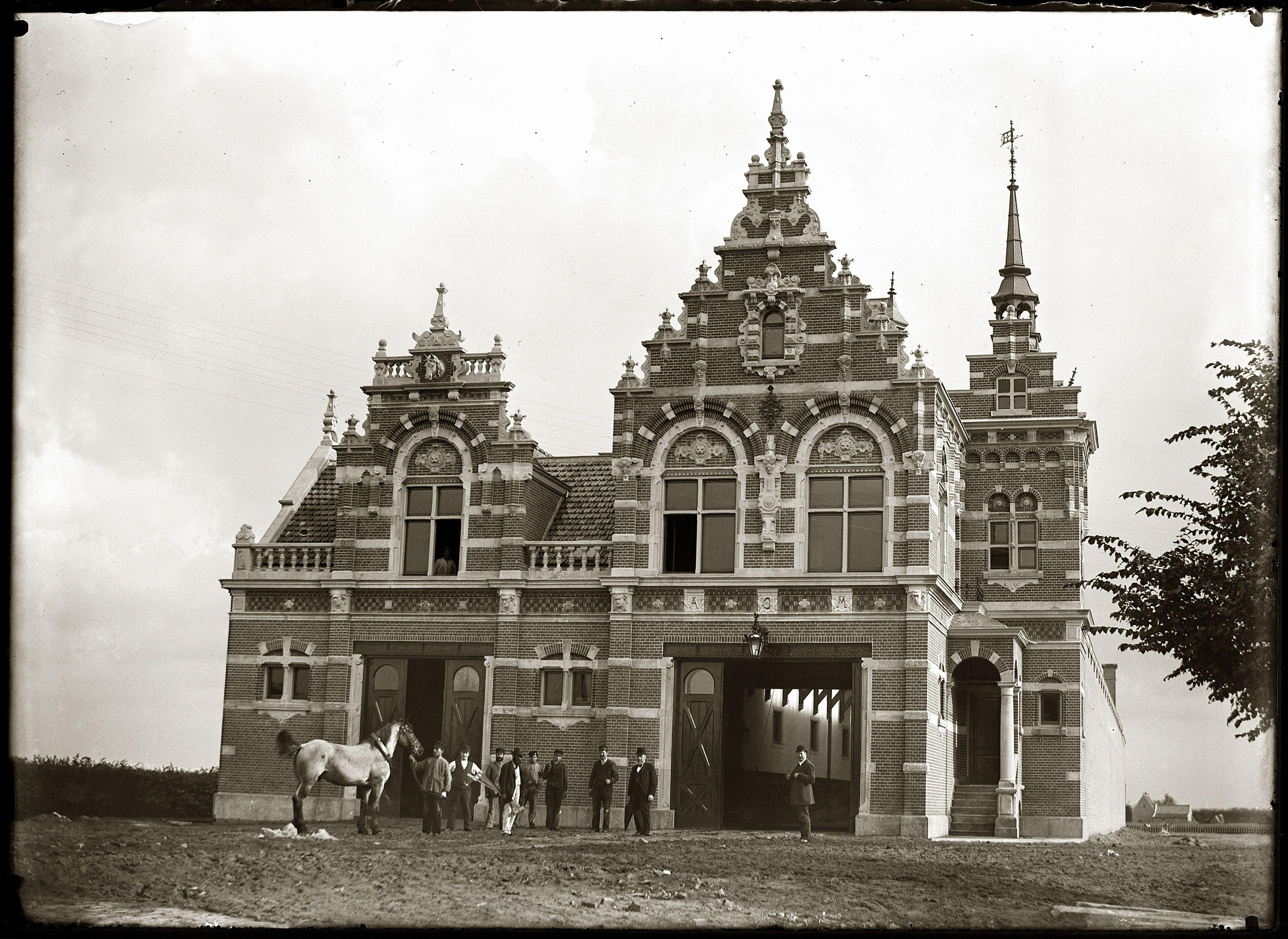
Paardentramremise, Koninginneweg; 1893
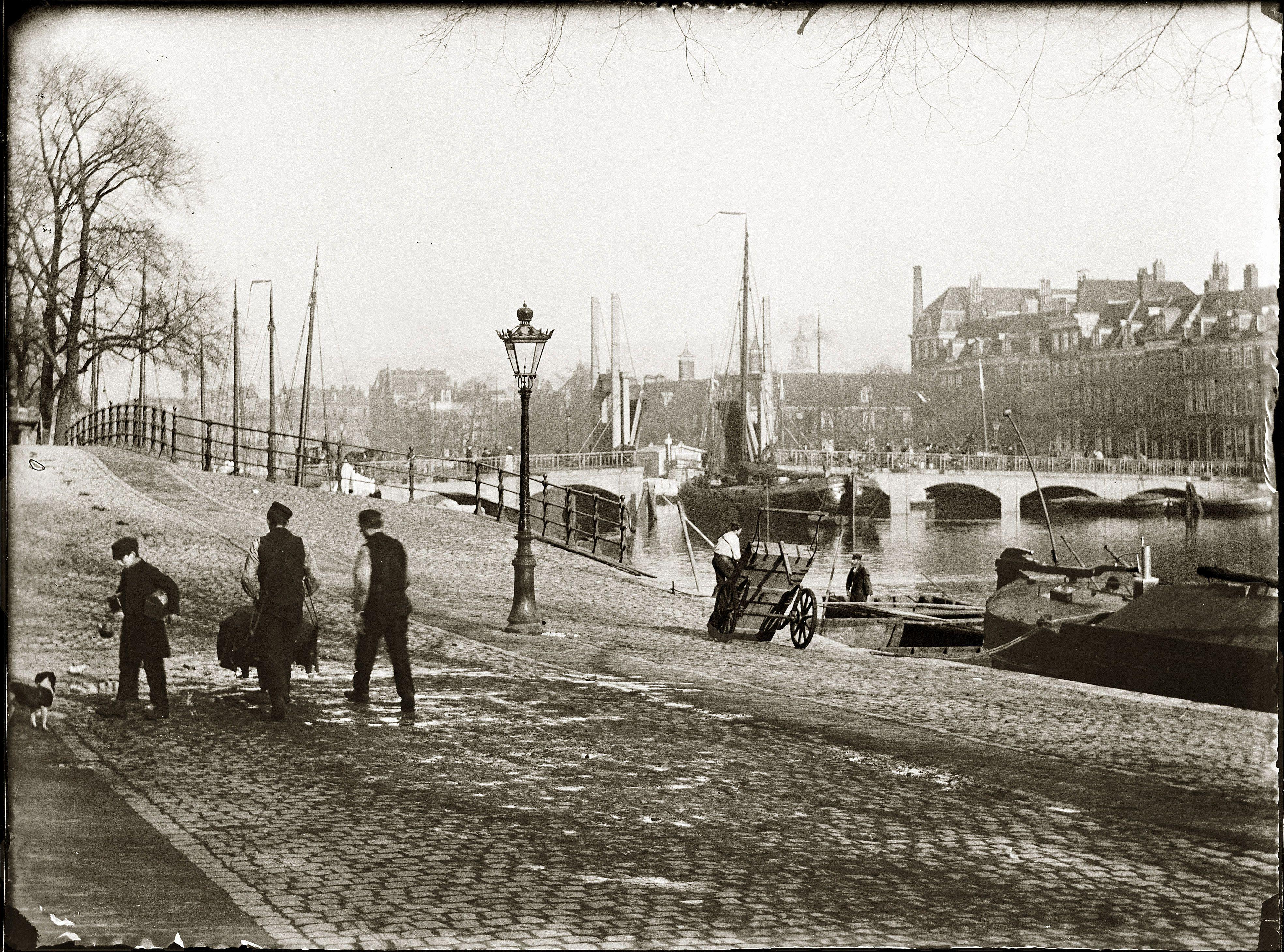
Magere brug over de Amstel; 1894
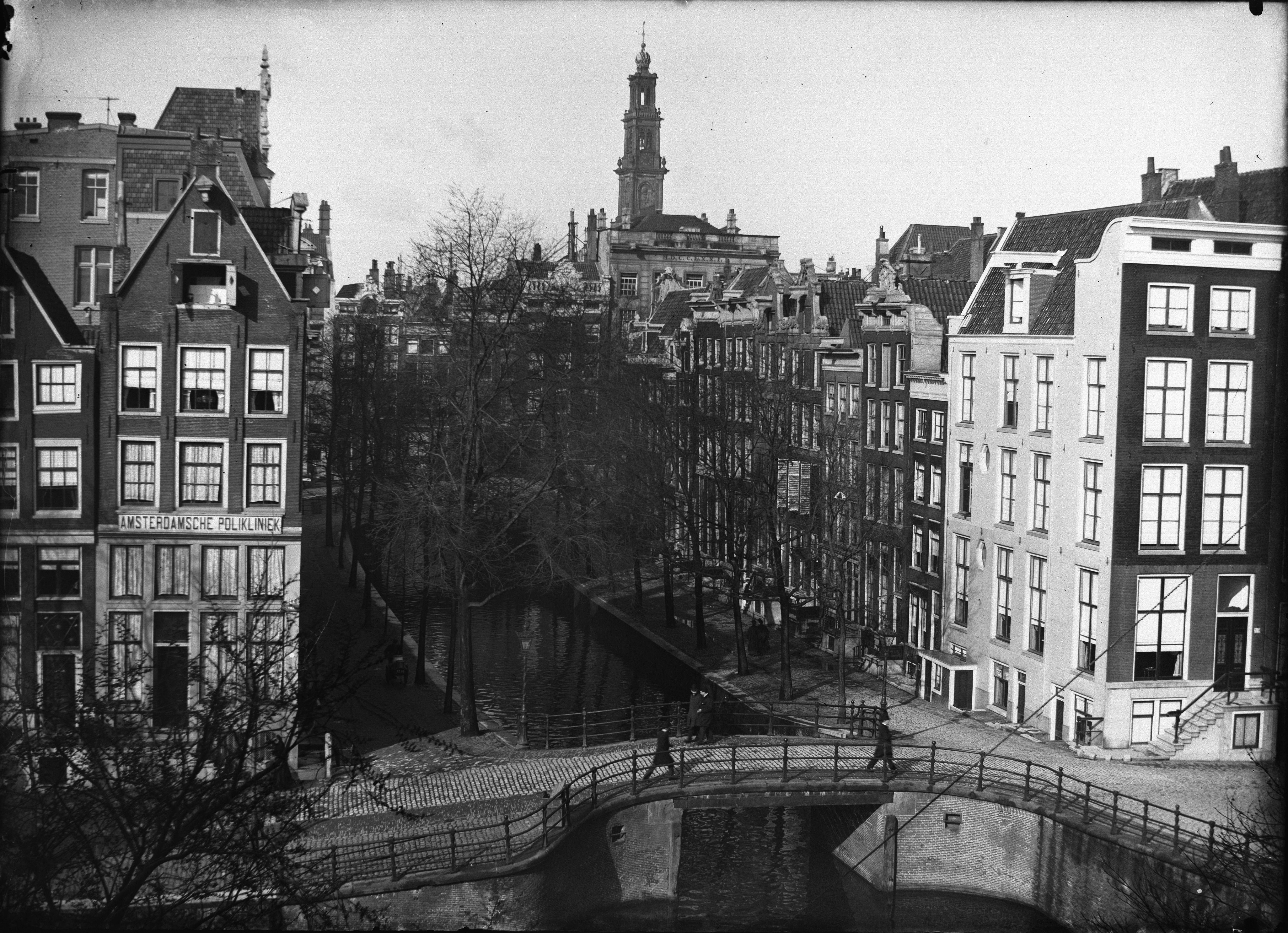
Warmoesgracht 10–26 (v.r.n.l., rechts) (na 1895 Raadhuisstraat). Gezien van Singel naar Herengracht met links hoekhuis Singel 242 en rechts hoekhus Singel 240; 1894
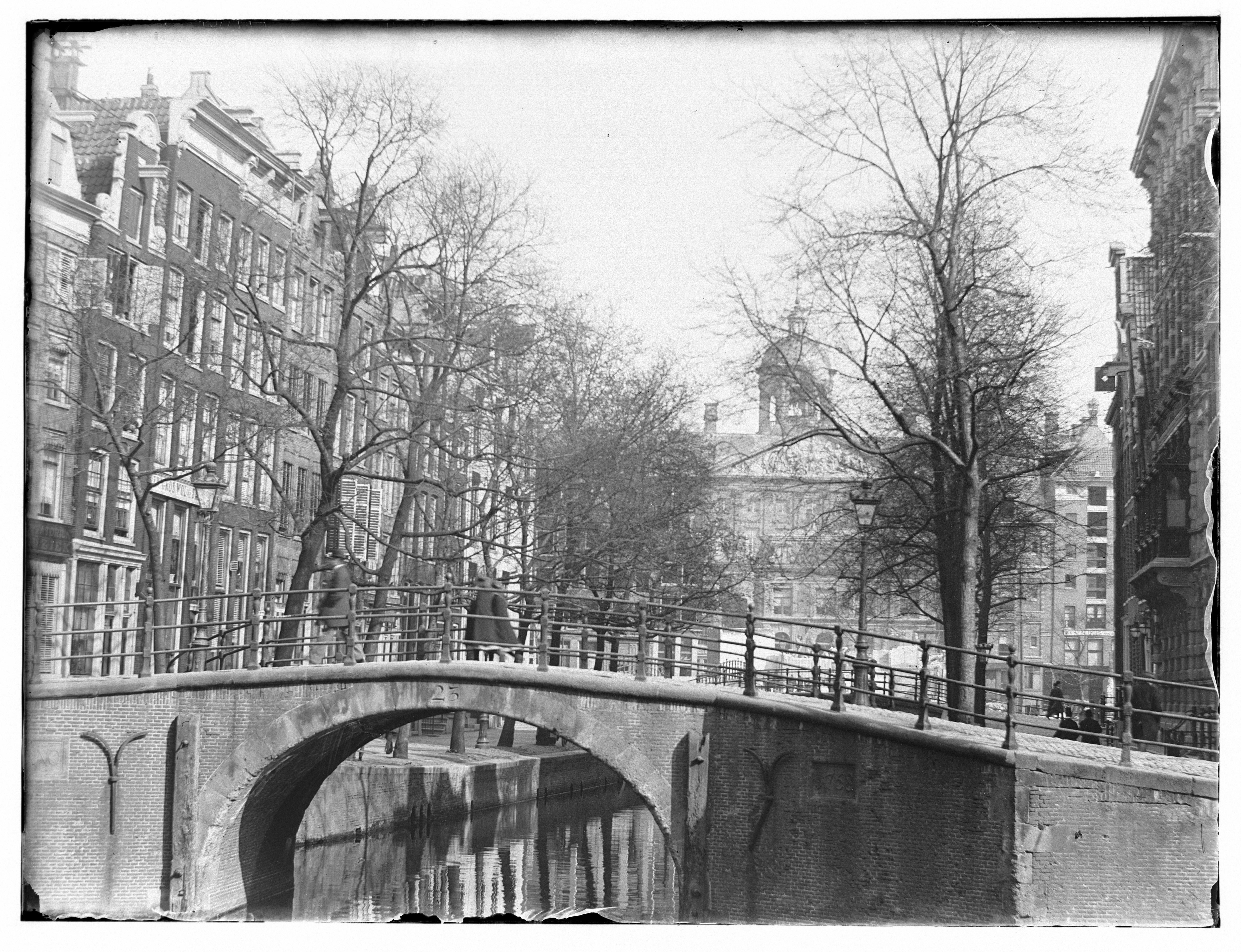
Warmoesgracht 2 t/m 26 (v.r.n.l.) (na 1895: Raadhuisstraat). Gezien van de Herengracht richting Singel en het Koninklijk Paleis. Op de voorgrond is brug nr. 22; 1894.
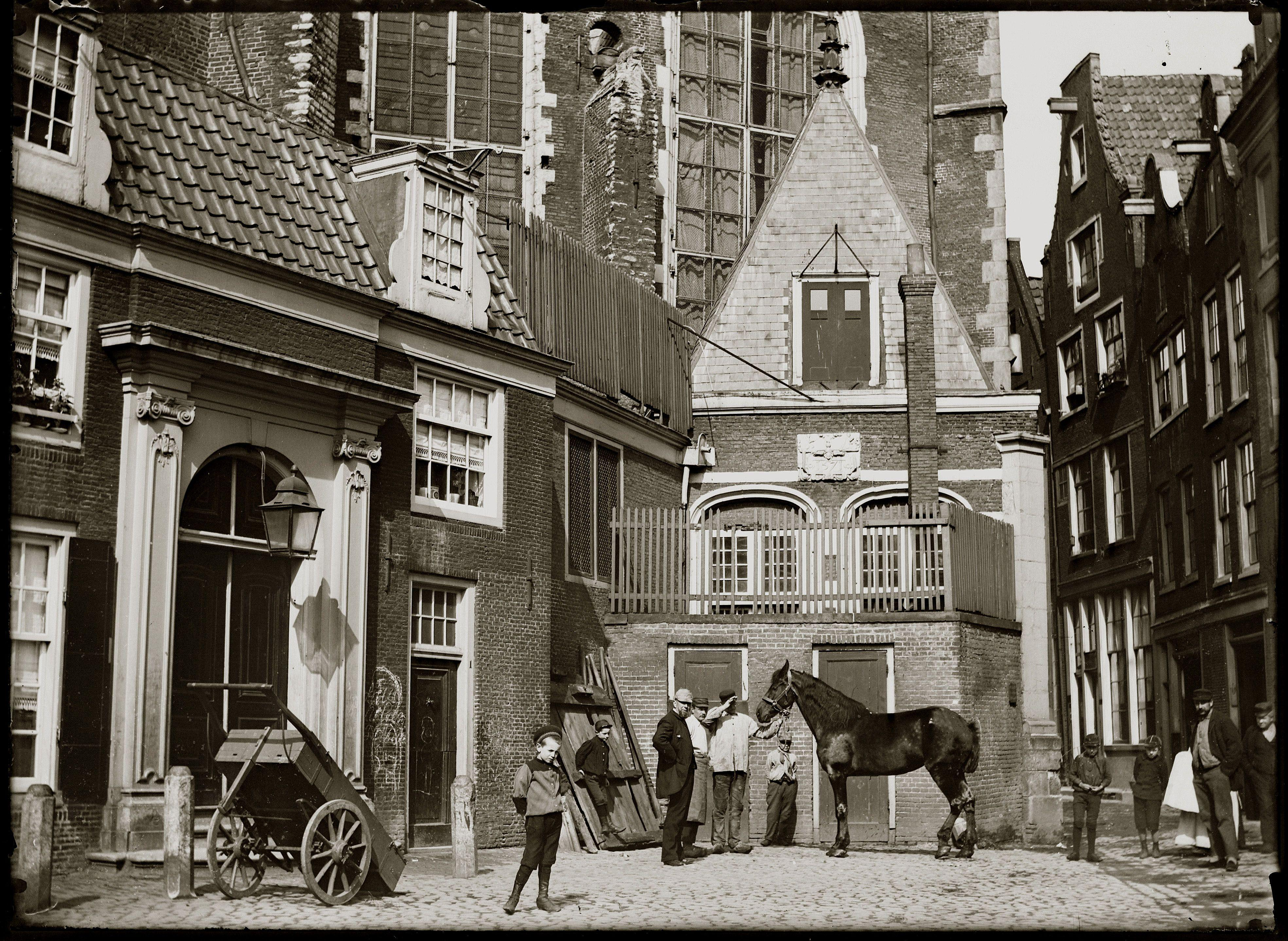
Oudekerksplein; 1894
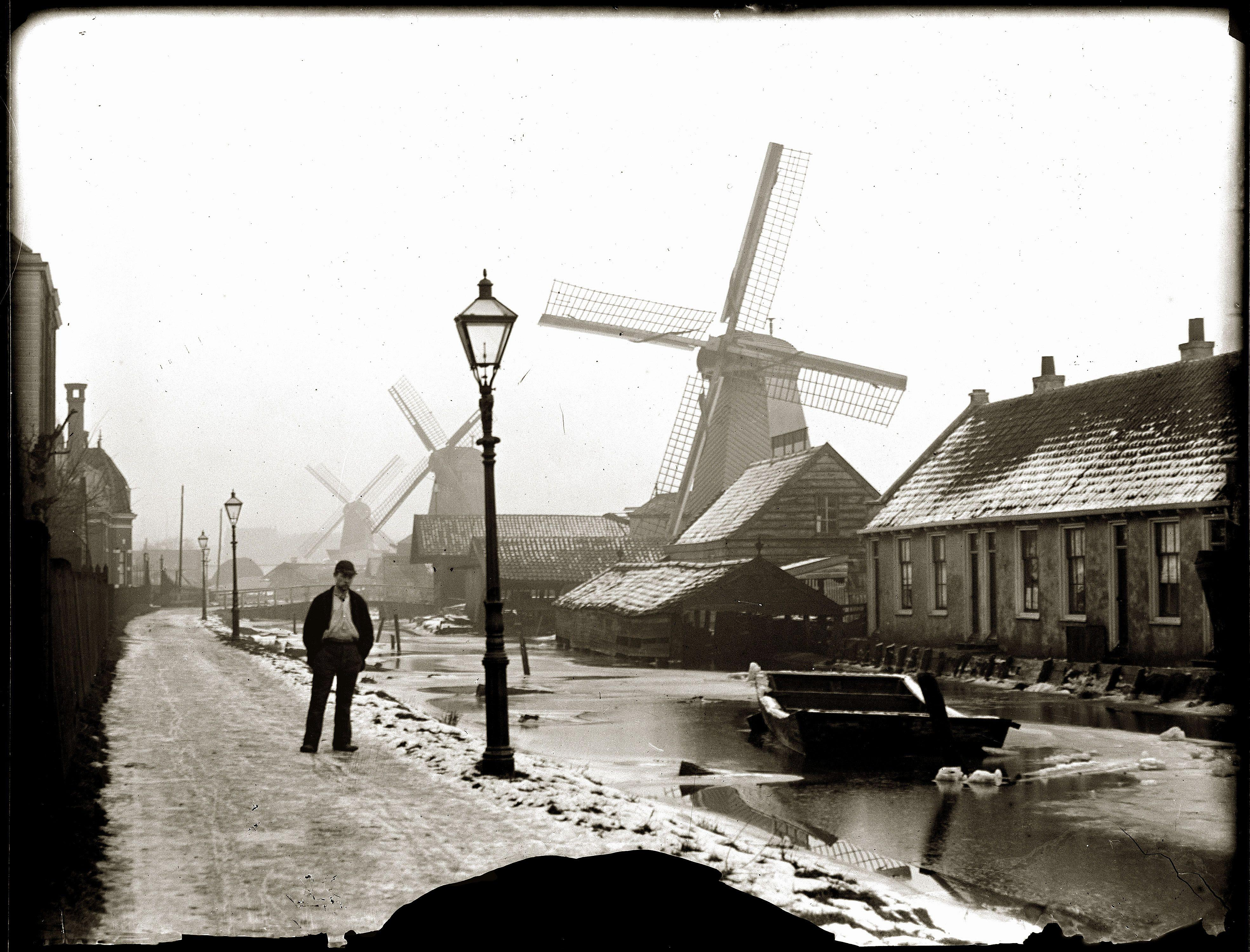
De Middenweg in de Zaagmolenbuurt (tegenwoordig Gillis van Ledenberchstraat); před 1896
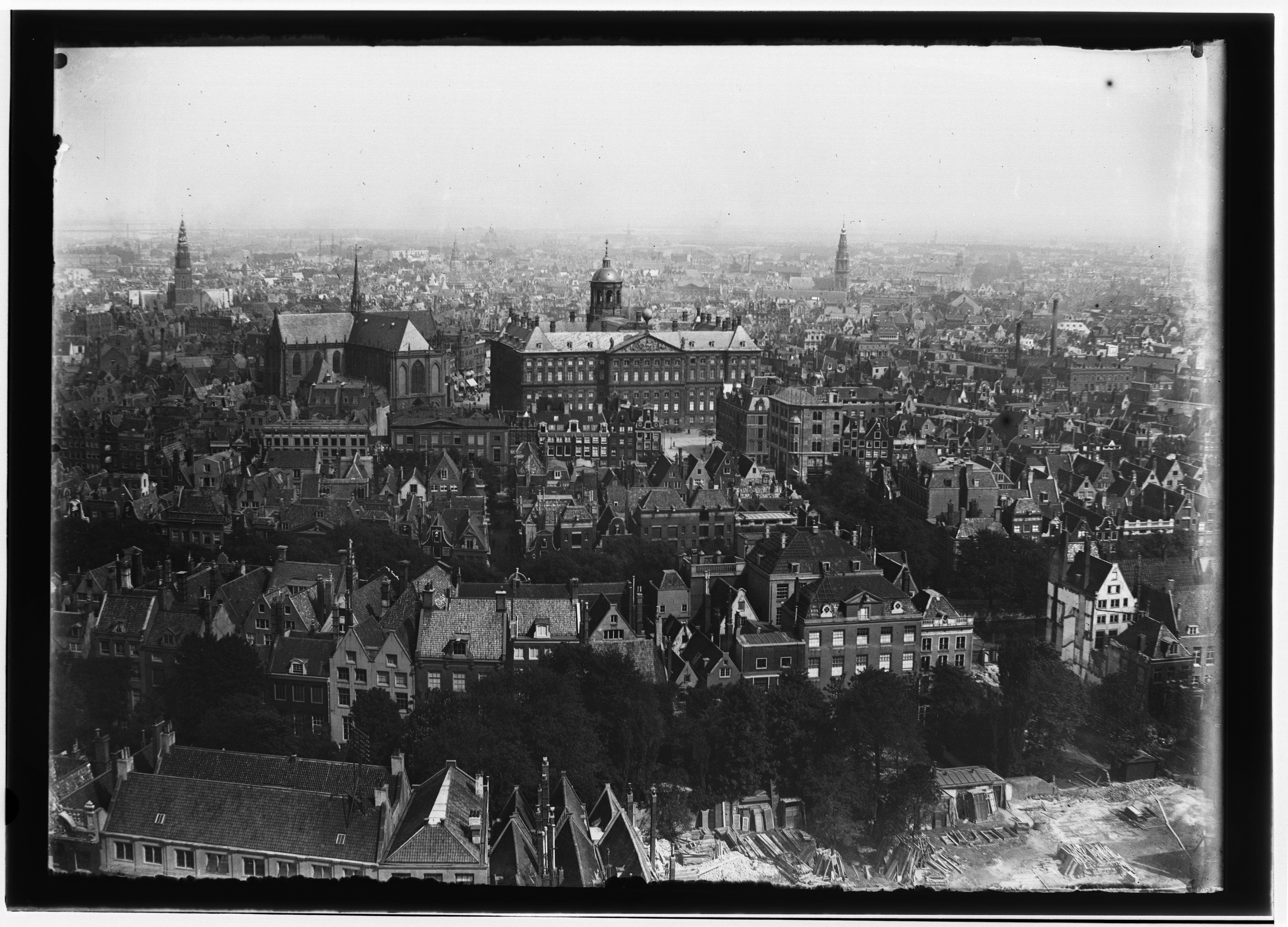
Keizersgracht en omgeving; 1896
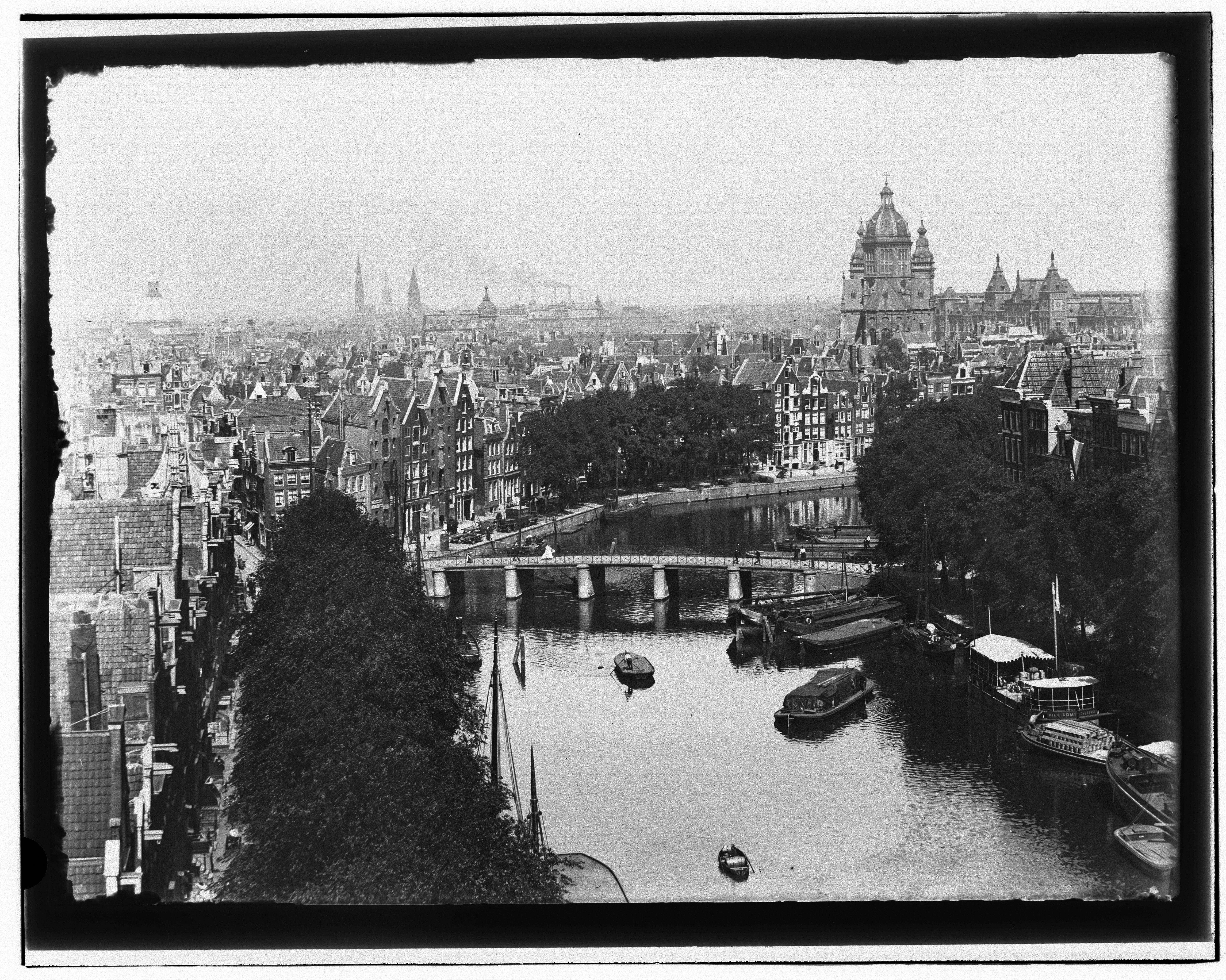
Gezien in noordelijke richting vanaf Montelbaanstoren naar Oude Waal (links), Kromme Waal (midden) en Binnenkant (rechts). Midden brug 283 voor Binnen Bantammerstraat; 1896.
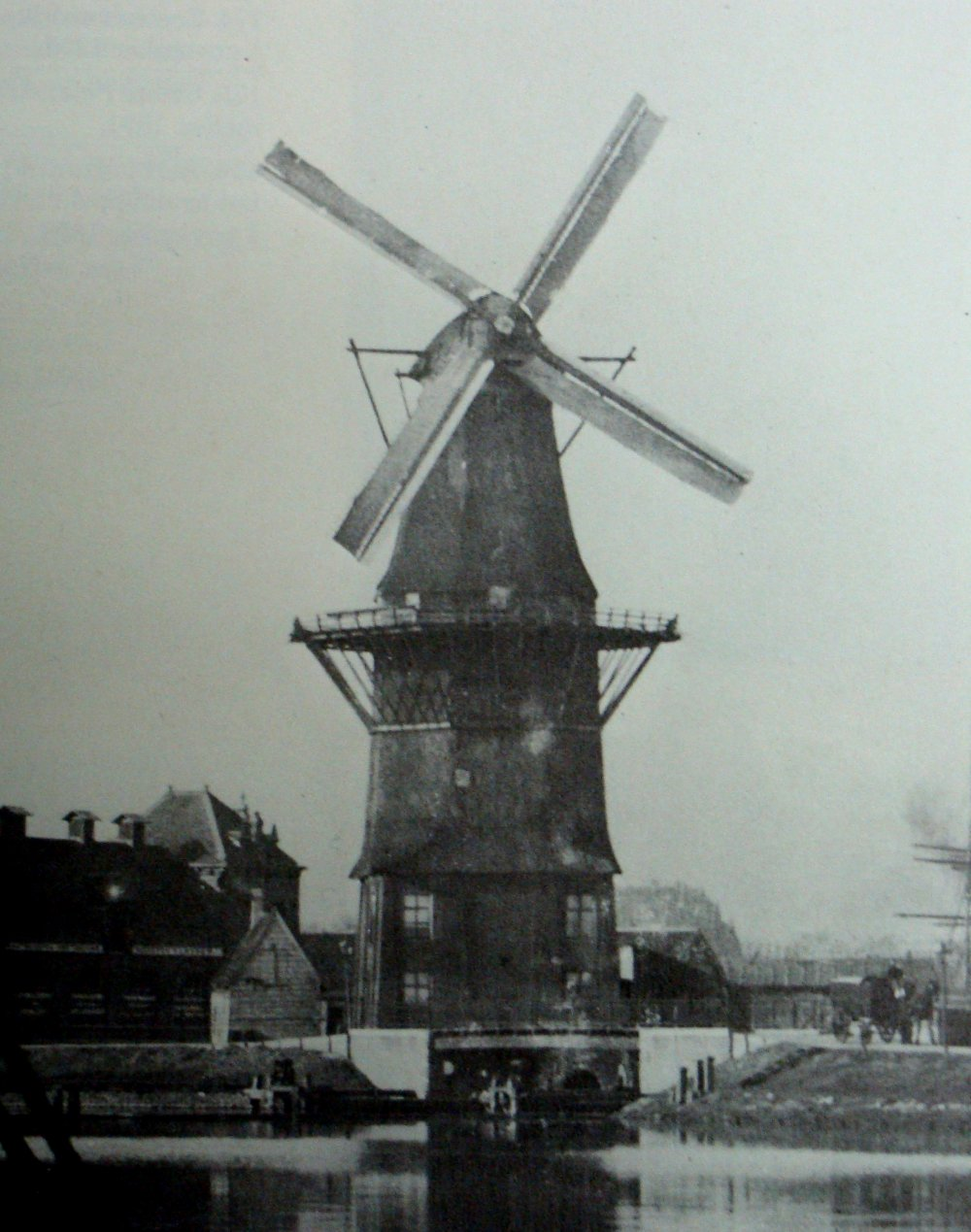
Molen „De Gooyer“; 1896
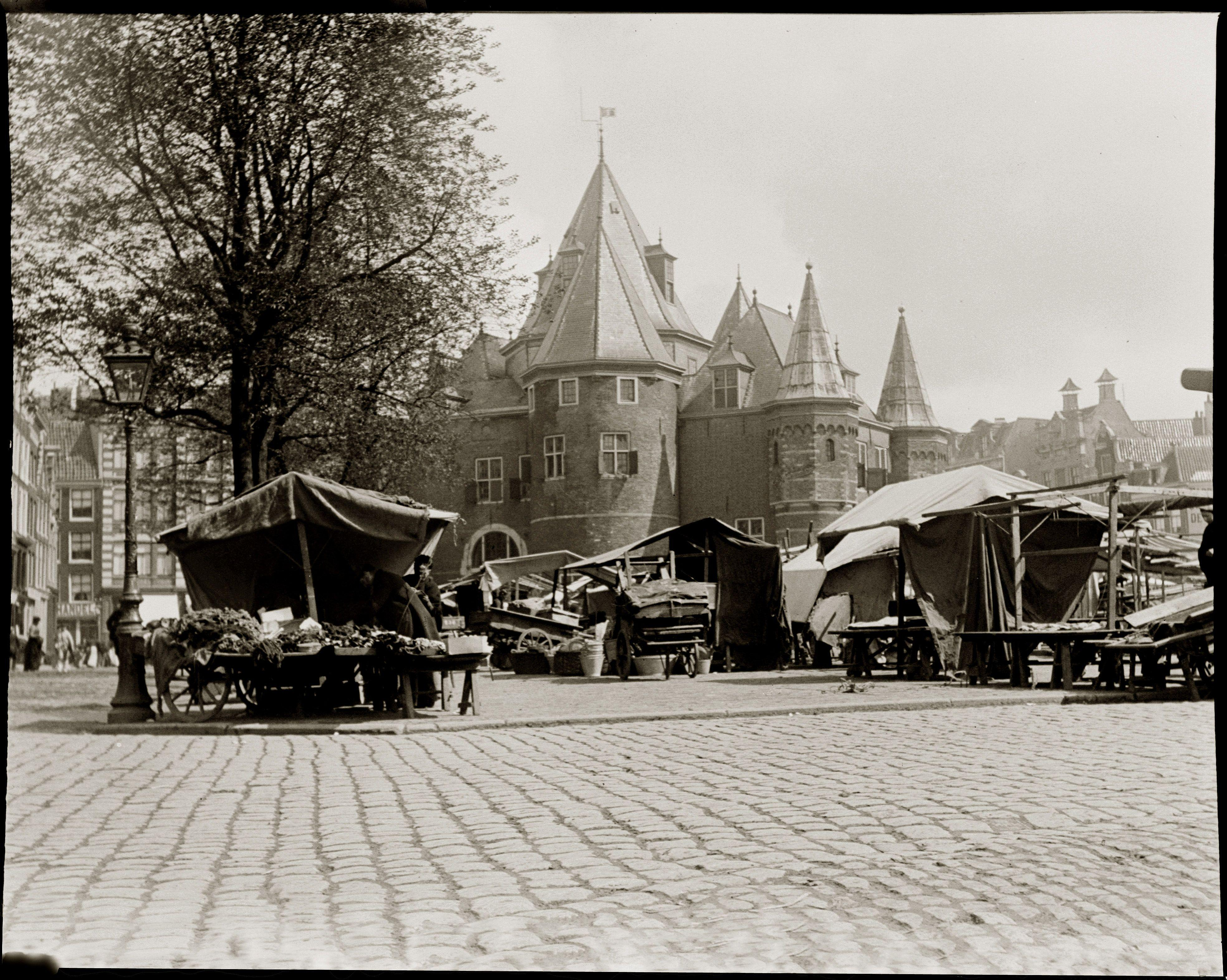
Nieuwmarkt; 1902
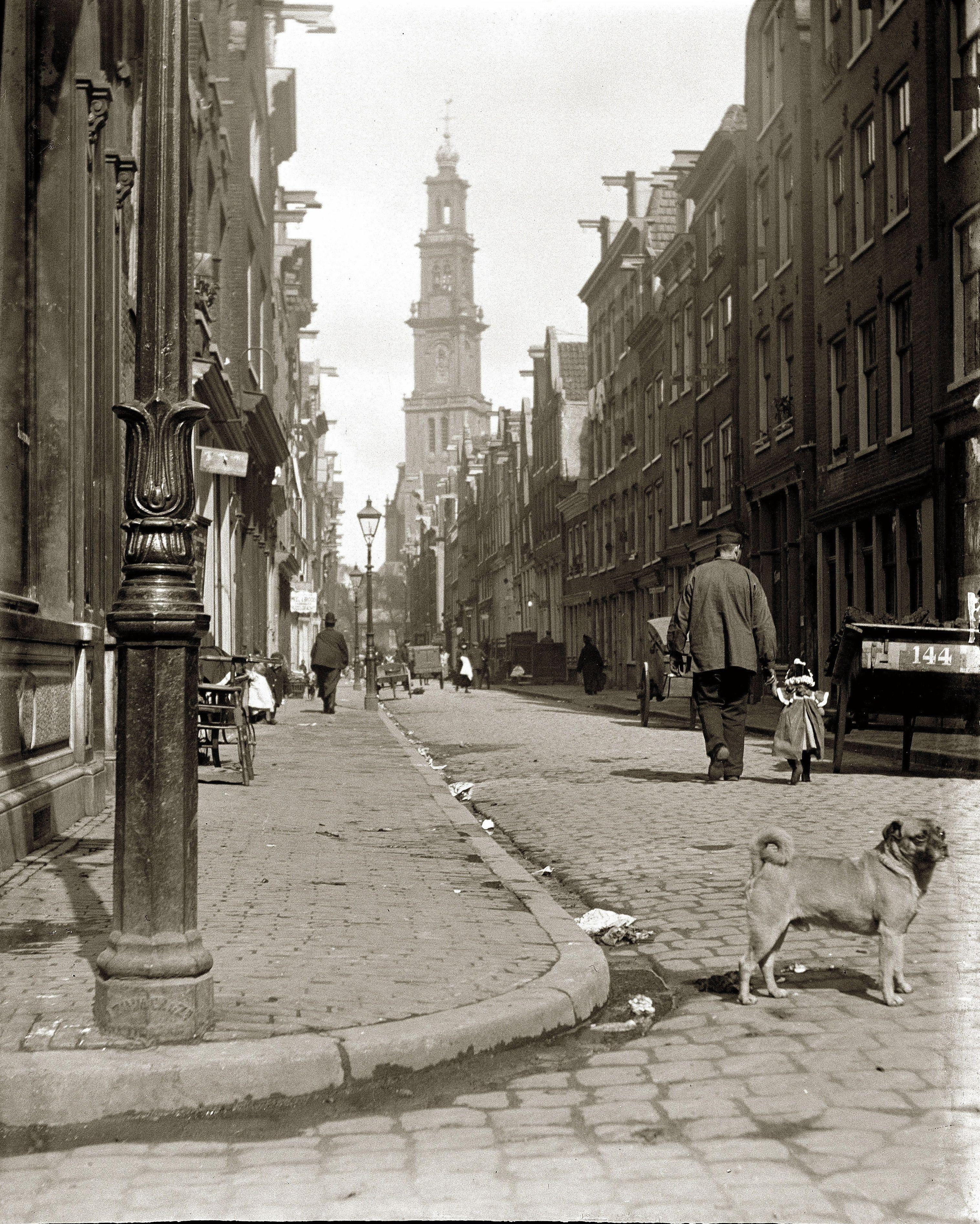
De Bloemstraat in de Jordaan; 1902
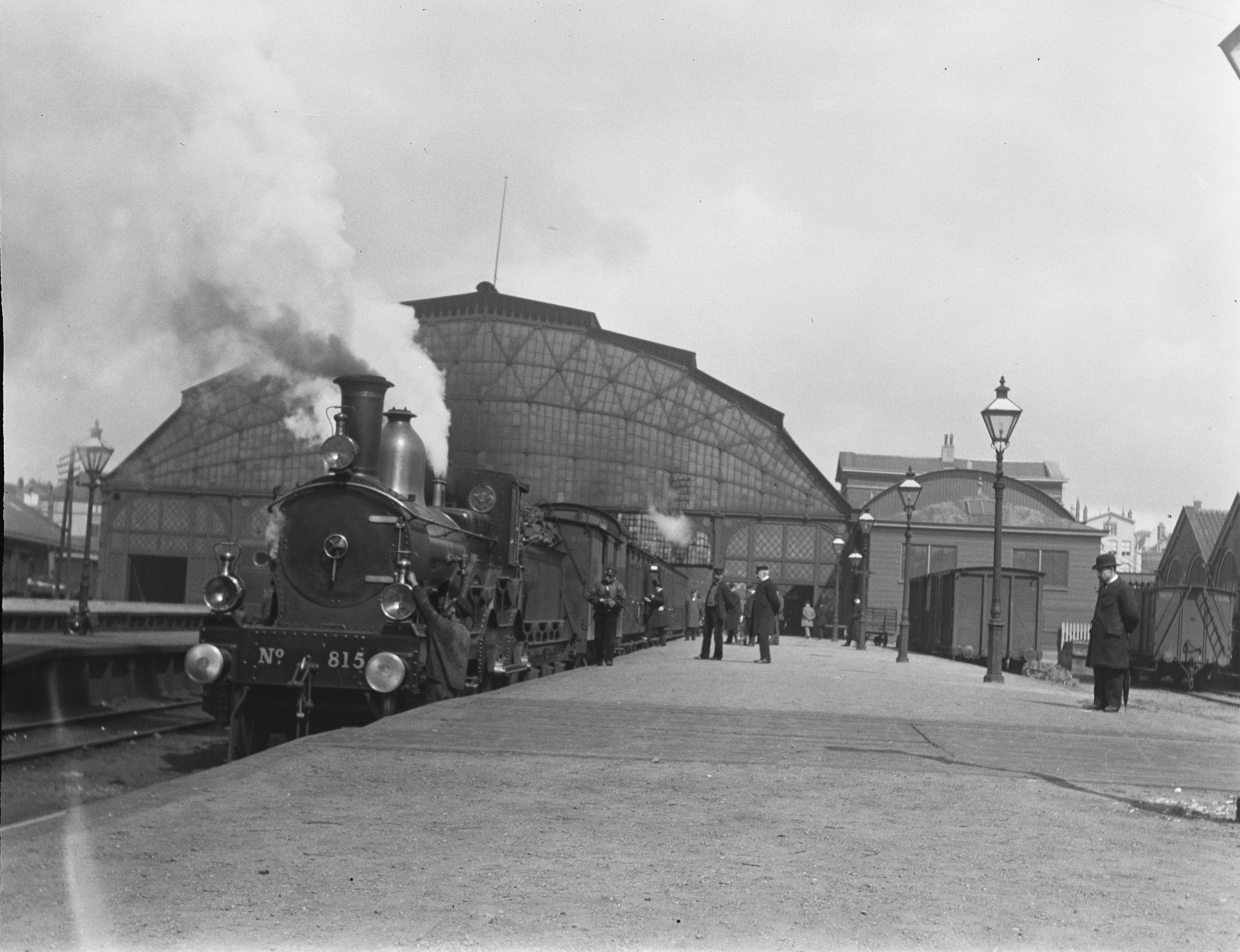
Parní lokomotiva No. 815 van de Staatsspoorwegen op het Weesperpoortstation; 1902
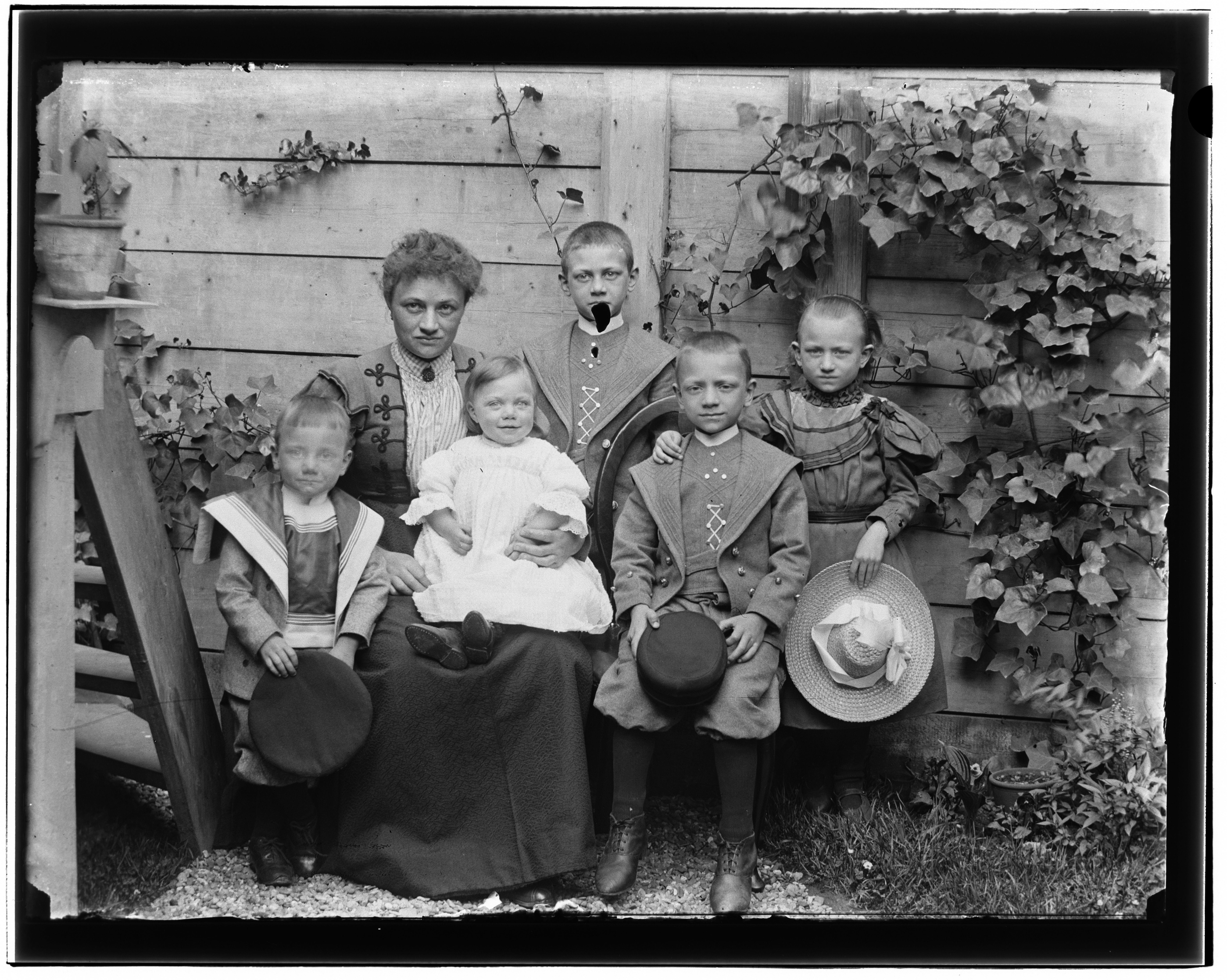
Annechien Kesseler-Kooijman (Anna) (1868- )
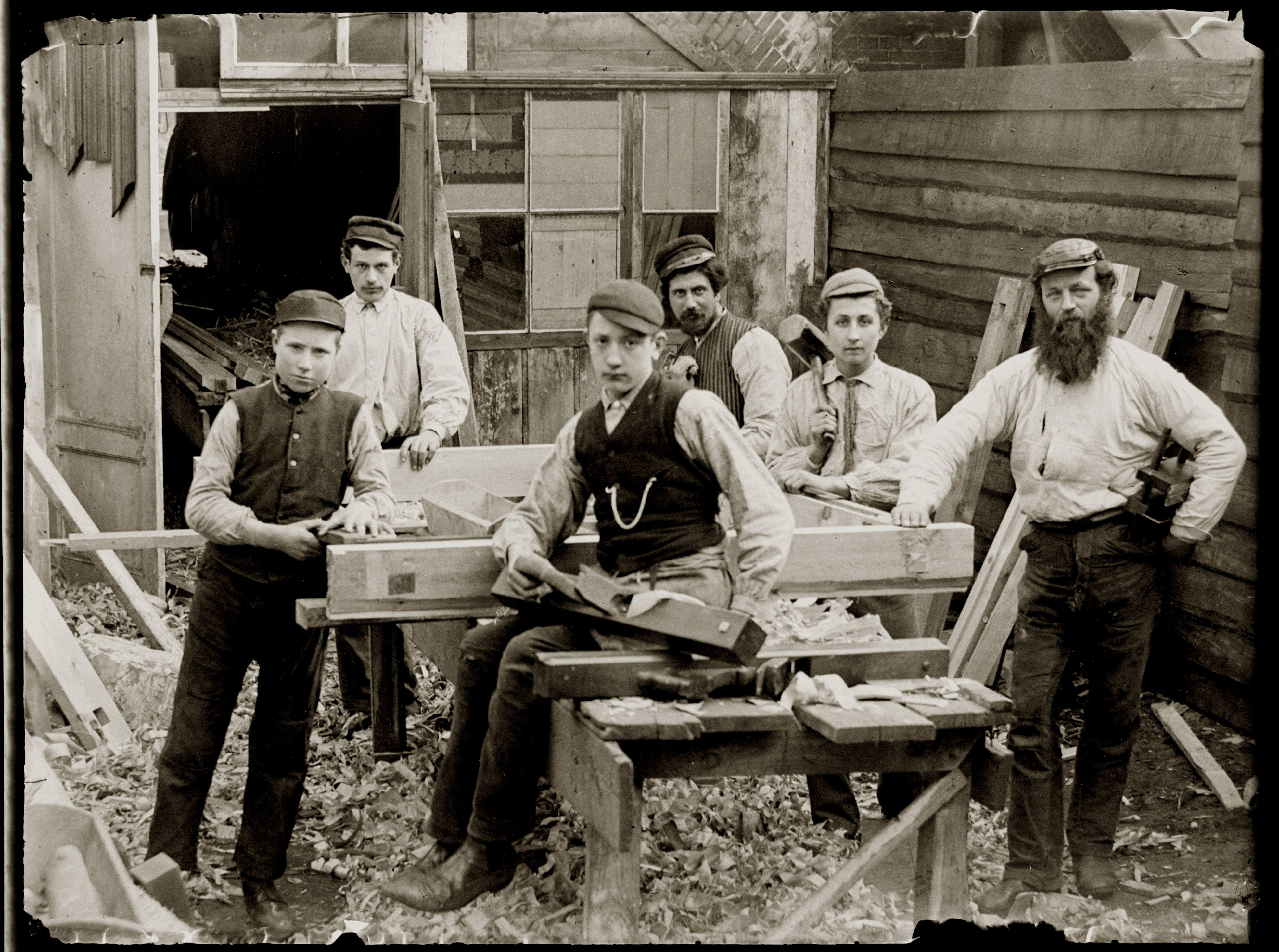
Bickersgracht 12A (achterzijde)
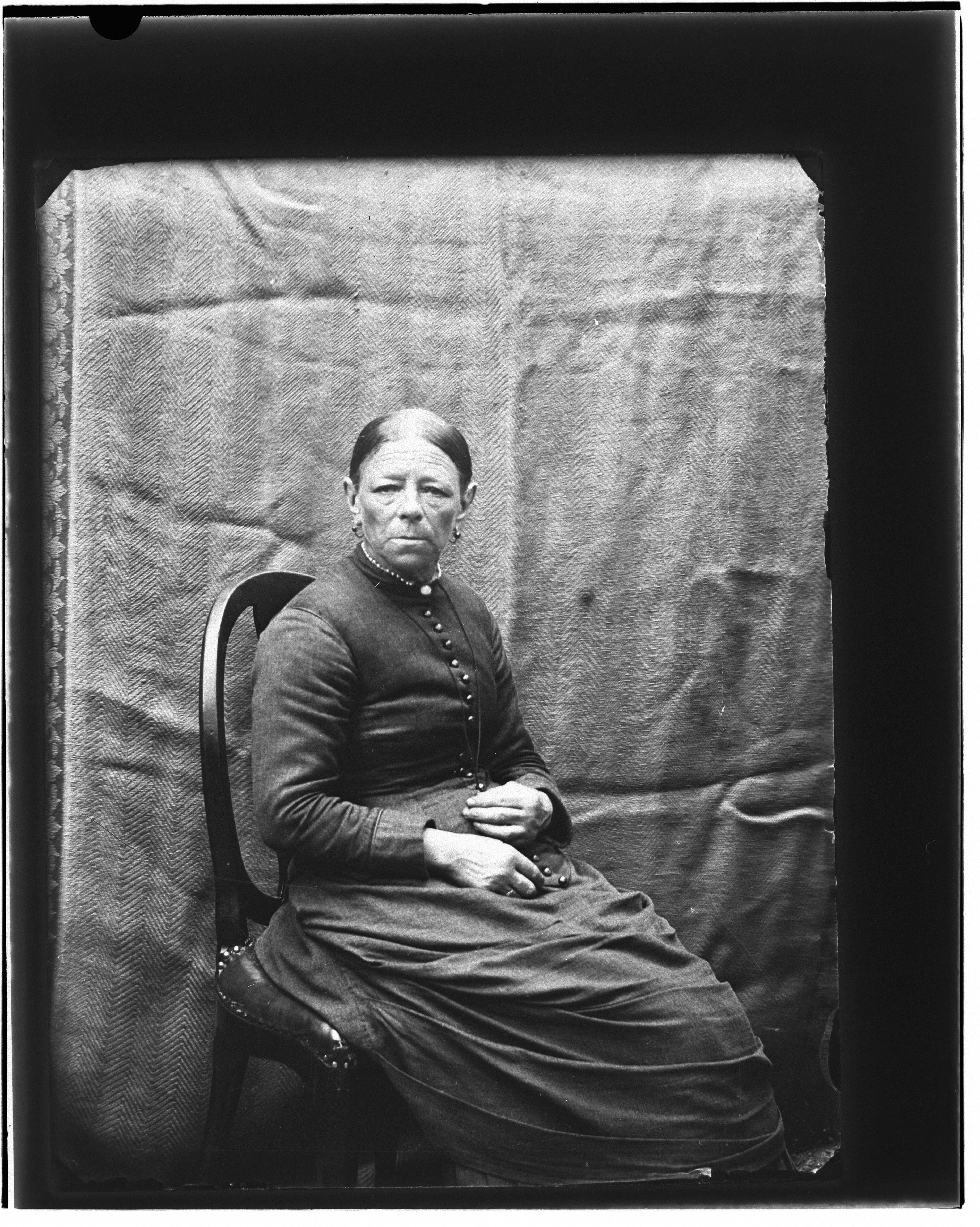
Christina (Tante Stijntje)
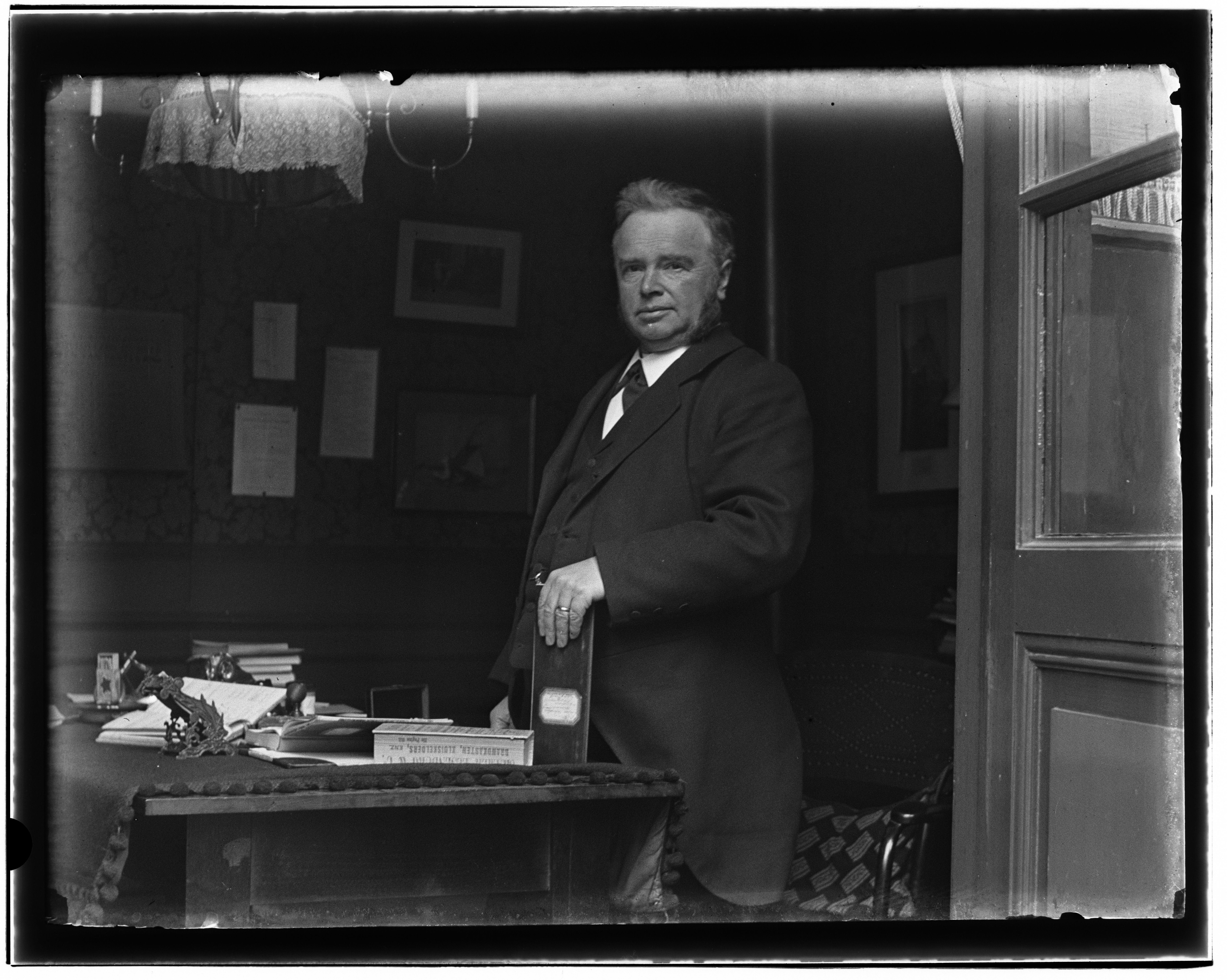
J. A. Tours (1843-1918)
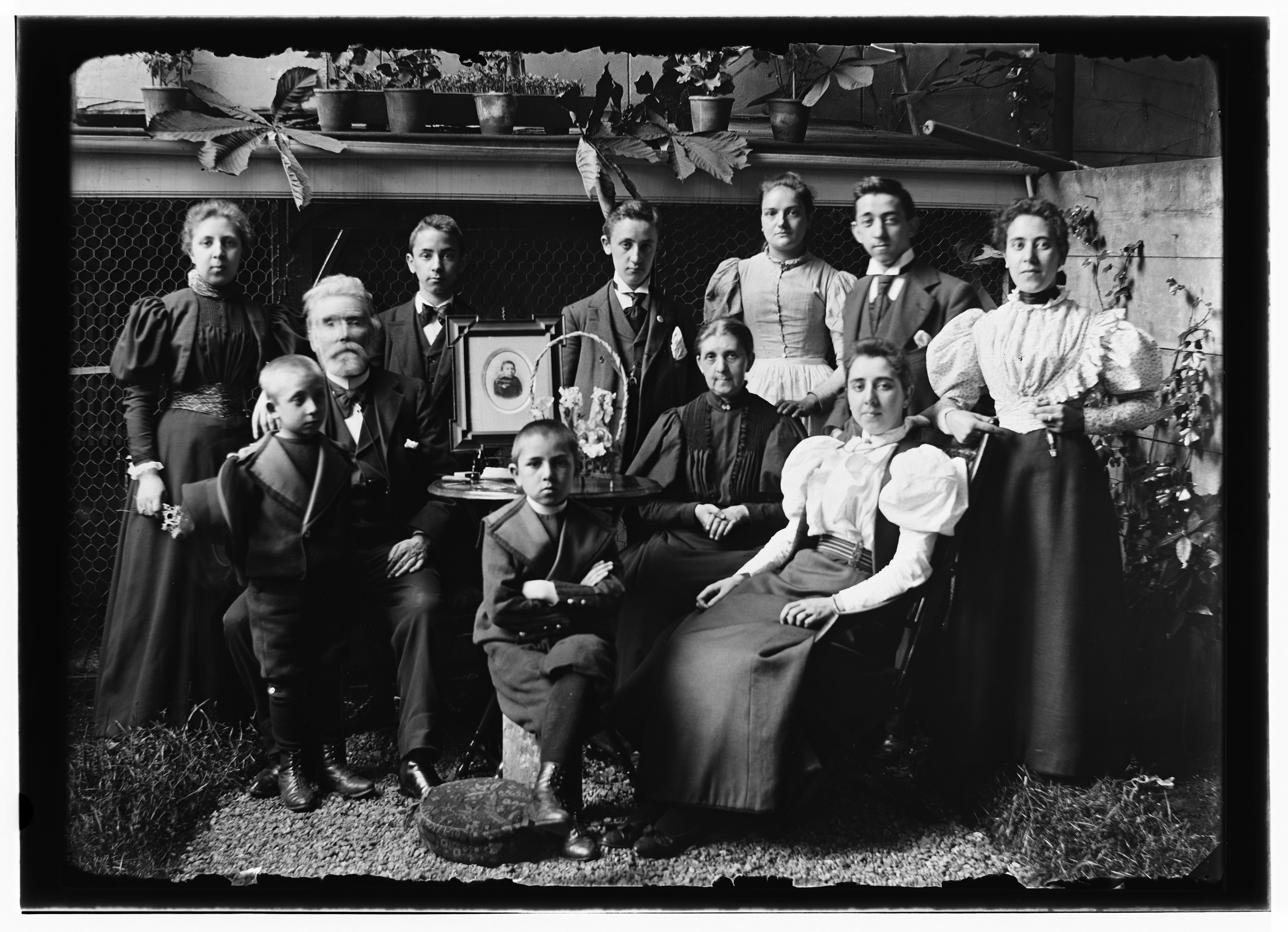
Hendriks, rodinná fotografie